# Comunismo
Comunismo (do latim communis) é um sistema ideológico e um movimento político, filosófico, social e econômico cujo objetivo final é o estabelecimento de uma sociedade comunista, ou seja, uma ordem socioeconômica estruturada sob as ideias de igualitarismo, propriedade comum dos meios de produção e na ausência de classes sociais, do dinheiro e do Estado. Como tal, o comunismo é uma forma específica de socialismo.
O comunismo inclui uma variedade de escolas de pensamento que incluem o marxismo e o anarcocomunismo, assim como as ideologias políticas agrupadas em torno de ambos, todas as quais compartilham a análise de que a ordem atual da sociedade deriva do capitalismo, seu sistema econômico e seu modo de produção. Neste sistema existem duas classes sociais principais, sendo que a relação entre essas duas classes é de exploração e que esta situação só pode ser resolvida em última instância por meio de uma revolução social.
O proletariado (a classe trabalhadora), que constitui a maioria da população na sociedade e deve trabalhar para sobreviver; e a burguesia (a classe capitalista), uma pequena minoria que obtém lucro do emprego da classe trabalhadora por meio da propriedade privada dos meios de produção. De acordo com esta análise, a revolução colocaria a classe trabalhadora no poder e, por sua vez, estabeleceria a propriedade social dos meios de produção, que é o elemento primário na transformação da sociedade para o comunismo.
Depois de 1917, vários Estados passaram a ser identificados como comunistas: esses países adotaram o marxismo-leninismo ou uma variação dele. Junto com a social-democracia, o comunismo se tornou a tendência política dominante dentro do movimento socialista internacional na década de 1920. O surgimento da União Soviética como o primeiro Estado nominalmente comunista do mundo levou à associação generalizada do comunismo ao marxismo-leninismo e ao modelo econômico soviético. Embora o termo "Estado comunista" seja usado por historiadores, cientistas políticos e mídia ocidentais para se referir a países governados por partidos comunistas, esses países não se descrevem como comunistas ou afirmam ter alcançado o comunismo: eles se referem a si mesmos, na verdade, como Estados socialistas que estão em processo de construção do comunismo. Os termos usados pelos Estados comunistas incluem Estados nacional-democráticos, democrático-populares, de orientação socialista e de operários e camponeses.

## Etimologia
O termo "comunismo" deriva do communisme francês, que se desenvolveu a partir do latim communis e do sufixo isme. Semanticamente, communis pode ser traduzido como "de ou para a comunidade", enquanto isme é um sufixo que indica a abstração em um estado, condição, ação ou doutrina. O comunismo pode ser interpretado como "o estado de ser de ou para a comunidade". Essa constituição semântica levou a vários usos da palavra em sua evolução. Antes de ser associado à sua concepção mais moderna de organização econômica e política, o termo foi inicialmente utilizado para designar várias situações sociais. O termo acabou sendo associado principalmente ao marxismo, mais especificamente incorporado no Manifesto Comunista, que propunha um tipo particular de comunismo.
Um dos primeiros usos da palavra em seu sentido moderno é em uma carta enviada por Victor d'Hupay a Restif de la Bretonne por volta de 1785, na qual d'Hupay se descreve como um autor comunista ("autor comunista"). Em 1793, Restif usou pela primeira vez o termo "comunismo" para descrever uma ordem social baseada no igualitarismo e na propriedade comum da propriedade. Restif continuaria a usar o termo com frequência em seus escritos e foi o primeiro a descrever o comunismo como uma forma de governo. John Goodwyn Barmby é creditado com o primeiro uso do termo em inglês, por volta de 1840.

### Comunismo e socialismo
Desde a década de 1840, o termo comunismo geralmente se distingue do conceito de socialismo. A definição e o uso modernos deste último seriam estabelecidos na década de 1860, tornando-se o termo predominante sobre as palavras associacionista, cooperativo e mutualista, anteriormente utilizadas como sinônimos. Em vez disso, o termo comunismo caiu em desuso durante este período.
Uma distinção inicial entre comunismo e socialismo era que o último visava apenas socializar a produção, enquanto o primeiro visava socializar a produção e o consumo (na forma de livre acesso aos bens finais). Em 1888, os marxistas empregaram o socialismo no lugar do comunismo, que passou a ser considerado um sinônimo antiquado para o primeiro. Somente em 1917, com a Revolução Bolchevique, o termo socialismo passou a ser usado para se referir a um estágio distinto entre o capitalismo e o comunismo, introduzido por Vladimir Lenin como um meio de defender a tomada do poder pelos bolcheviques contra as críticas marxistas tradicionais de que as forças produtivas do Império Russo não eram suficientes desenvolvido para a revolução socialista. Uma distinção entre comunista e socialista como enquanto ideologias políticas surgiu em 1918 depois que o Partido Trabalhista Social-Democrata da Rússia mudou seu nome para Partido Comunista de Toda a Rússia, onde comunista passou a se referir especificamente a socialistas que apoiavam a política e as teorias do bolchevismo, leninismo e mais tarde, na década de 1920, do marxismo-leninismo, embora os partidos comunistas continuassem a se descrever como socialistas dedicados ao socialismo.
Tanto o comunismo quanto o socialismo acabaram concordando com a atitude cultural de adeptos e oponentes em relação à religião. Na Europa cristã, acreditava-se que o comunismo era o estilo de vida ateu. Na Inglaterra protestante, a palavra comunismo era muito foneticamente semelhante ao rito de "comunhão" católico romano, por isso ateus ingleses se autodenominavam socialistas. Friedrich Engels argumentou que em 1848, na época em que o Manifesto Comunista foi publicado pela primeira vez, "o socialismo era respeitável no continente, enquanto o comunismo não". Os owenistas na Inglaterra e os dourieristas na França eram considerados socialistas respeitáveis, enquanto os movimentos da classe trabalhadora que "proclamavam a necessidade de uma mudança social total" se autodenominavam comunistas. Este último ramo do socialismo produziu a obra comunista de Étienne Cabet na França e de Wilhelm Weitling na Alemanha. Enquanto os democratas viam as Revoluções de 1848 como uma revolução democrática que, a longo prazo, garantiria liberdade, igualdade e fraternidade, os marxistas denunciavam os eventos de 1848 como uma traição aos ideais da classe trabalhadora por uma burguesia indiferente às legítimas demandas do proletariado.
De acordo com o The Oxford Handbook of Karl Marx, "Marx usou muitos termos para se referir a uma sociedade pós-capitalista - humanismo positivo, socialismo, comunismo, reino da individualidade livre, associação livre de produtores, etc. Ele usou esses termos de forma totalmente intercambiável. A noção de que 'socialismo' e 'comunismo' são fases históricas distintas é alheia à sua obra e só entrou no léxico do marxismo após sua morte".

## História

### Comunismo primitivo
De acordo com Richard Pipes, a ideia de uma sociedade igualitária e sem classes surgiu pela primeira vez na Grécia Antiga. O movimento dos mazaces do século V na Pérsia (atual Irã) foi descrito como "comunista" por desafiar os enormes privilégios das classes nobres e do clero; por criticar a instituição da propriedade privada; e por se esforçar para criar uma sociedade igualitária. Em um momento ou outro, várias pequenas comunidades comunistas existiram, geralmente sob a inspiração das Escrituras cristãs. Na Igreja medieval, algumas comunidades monásticas e ordens religiosas compartilhavam suas terras e outras propriedades.

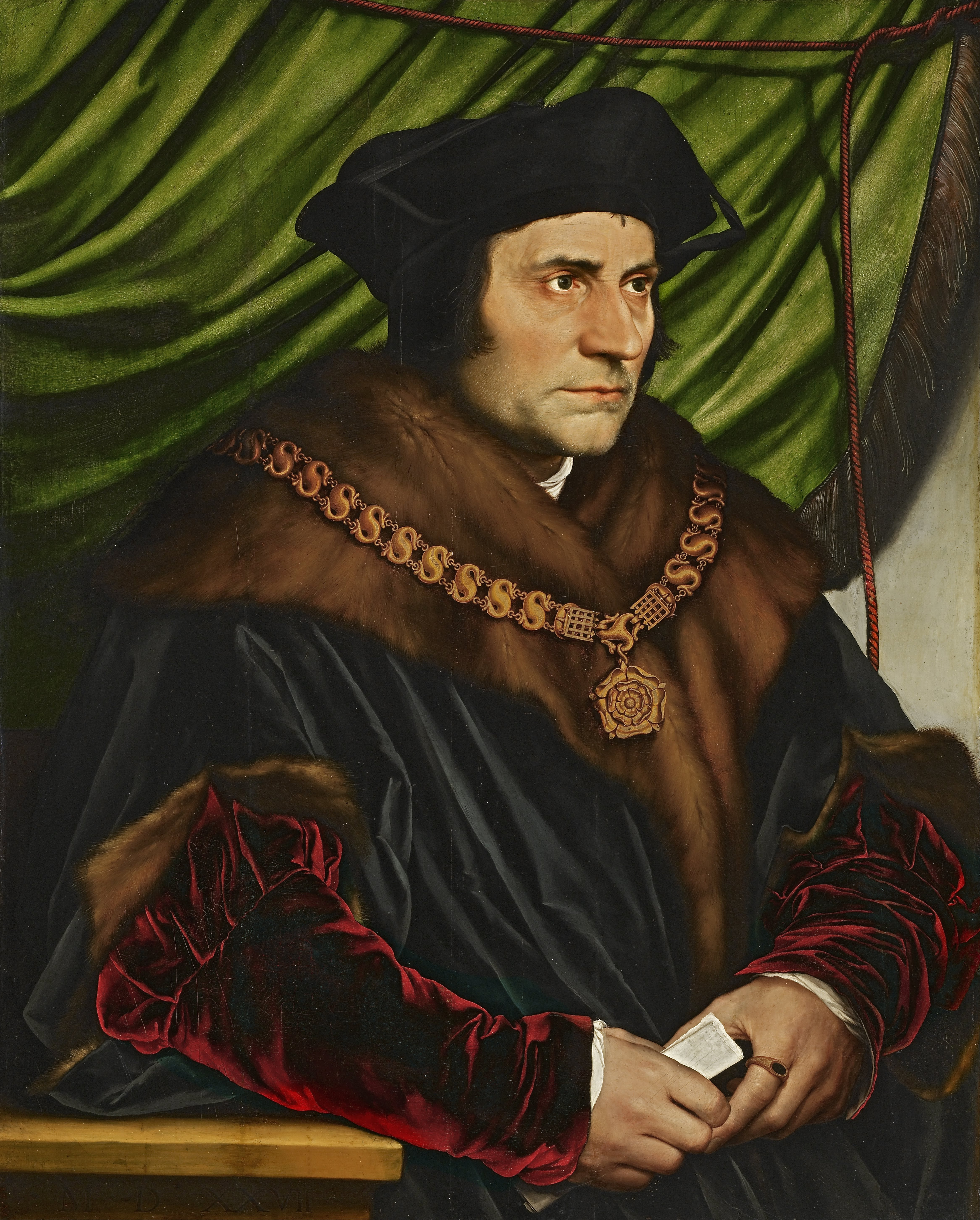
Thomas More, cuja obra Utopia retratava uma sociedade baseada na propriedade comum

O pensamento comunista também remonta às obras do escritor inglês do século XVI, Thomas More. Em seu tratado Utopia, de 1516, More retratou uma sociedade baseada na propriedade comum, cujos governantes a administravam por meio da aplicação da razão. No século XVII, o pensamento comunista emergiu novamente na Inglaterra, onde um grupo religioso puritano conhecido como escavadores passou a defender a abolição da propriedade privada da terra. Em seu Cromwell and Communism de 1895, Eduard Bernstein argumentou que vários grupos durante a Guerra Civil Inglesa (especialmente os escavadores) adotaram claros ideais do comunismo e do agrarianismo e que a atitude de Oliver Cromwell em relação a esses grupos era, na melhor das hipóteses, ambivalente e frequentemente hostil. críticas à ideia de propriedade privada continuaram na Era do Iluminismo do século XVIII por pensadores como Jean Meslier, Étienne-Gabriel Morelly, Abbé de Mably e Jean-Jacques Rousseau na França. Durante a sublevação da Revolução Francesa, o comunismo emergiu como uma doutrina política sob os auspícios de Restif de la Bretonne, Sylvain Maréchal e Gracchus Babeuf que podem, de acordo com James H. Billington, ser considerados os progenitores do comunismo moderno.
No início do século XIX, vários reformadores sociais fundaram comunidades baseadas na propriedade comum. Ao contrário de muitas comunidades comunistas anteriores, eles substituíram a ênfase religiosa por uma base racional e filantrópica. Entre os mais notáveis, estavam Robert Owen, que fundou Nova Harmonia, Indiana, em 1825; e Charles Fourier, cujos seguidores organizaram outros assentamentos nos Estados Unidos, como Fazenda Brook em 1841.
Em sua forma moderna, o comunismo surgiu do movimento socialista na Europa do século XIX. Com o avanço da Revolução Industrial, os críticos socialistas culparam o capitalismo pela miséria do proletariado - uma nova classe de operários urbanos que trabalhavam em condições frequentemente perigosas. Em primeiro lugar entre esses críticos estavam Karl Marx e seu associado Friedrich Engels. Em 1848, Marx e Engels ofereceram uma nova definição de comunismo e popularizaram o termo em seu famoso panfleto chamado Manifesto Comunista.

### União Soviética
A Revolução de Outubro de 1917 na Rússia estabeleceu as condições para a ascensão ao poder estatal dos bolcheviques de Vladimir Lenin, a primeira vez que um partido declaradamente comunista alcançou essa posição. A revolução transferiu o poder para o Congresso dos Sovietes de Toda a Rússia, no qual os bolcheviques tinham a maioria. O evento gerou muito debate prático e teórico dentro do movimento marxista. Marx previu que o socialismo e o comunismo seriam construídos sobre as bases estabelecidas pelo desenvolvimento capitalista mais avançado. No entanto, o Império Russo era um dos países mais pobres da Europa, com um campesinato enorme e amplamente analfabeto e uma minoria de trabalhadores industriais. Marx havia afirmado explicitamente que a Rússia poderia ser capaz de pular o estágio do domínio burguês.
Os mencheviques moderados (minoria) se opuseram ao plano dos bolcheviques (maioria) de Lenin para a revolução socialista antes que o capitalismo estivesse mais desenvolvido. A ascensão bem-sucedida dos bolcheviques ao poder foi baseada em slogans como "Paz, pão e terra", o que atendia ao enorme desejo do público de um fim ao envolvimento russo na Primeira Guerra Mundial, a demanda dos camponeses por uma reforma agrária e apoio popular aos soviéticos. A União Soviética foi criada em 1922.
Seguindo o centralismo democrático de Lenin, os partidos leninistas foram organizados em uma base hierárquica, com células ativas de membros como base ampla. Eram formados apenas por quadros de elite aprovados pelos membros superiores do partido como sendo confiáveis e totalmente sujeitos à disciplina partidária. Nos Julgamentos de Moscou, muitos velhos bolcheviques que desempenharam papéis importantes durante a Revolução Russa de 1917 ou no posterior governo soviético de Lênin, como Lev Kamenev, Grigory Zinoviev, Alexei Rykov e Nikolai Bukharin, foram acusados de conspiração contra a União Soviética e foram executados.

### Guerra Fria

Países do mundo atualmente (vermelho) ou anteriormente (laranja) denominados como governos comunistas marxistas-leninistas

Seu papel de liderança na Segunda Guerra Mundial tornou a União Soviética uma superpotência industrializada, com forte influência sobre a Europa Oriental e partes da Ásia. Os impérios coloniais europeus e japonês foram destruídos e os partidos comunistas desempenharam um papel de liderança em muitos movimentos de independência. Governos marxista-leninistas inspirados na União Soviética assumiram o poder, com a assistência dos soviéticos, na Bulgária, Tchecoslováquia, Alemanha Oriental, Polônia, Hungria e Romênia. Um governo marxista-leninista também foi criado sob Josip Broz Tito na Iugoslávia, mas as políticas independentes de Tito levaram à expulsão da Iugoslávia do Cominform que substituiu o Comintern, sendo que o titoismo foi rotulado de "desviado". A Albânia também se tornou um Estado marxista-leninista independente após a Segunda Guerra Mundial. O comunismo foi visto como rival e ameaça ao capitalismo ocidental durante a maior parte do século XX.

### Dissolução da União Soviética

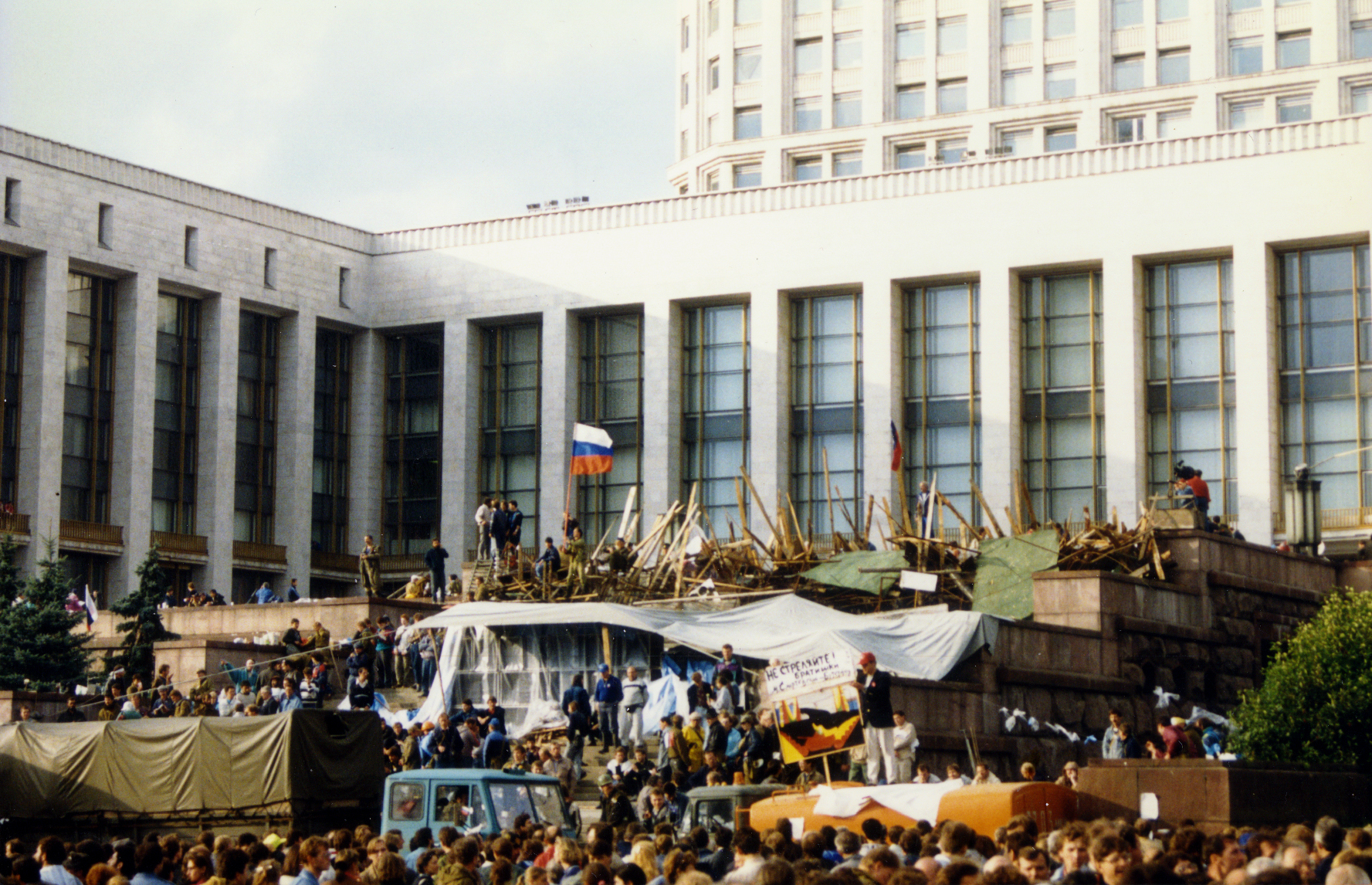
Golpe de agosto em Moscou, 1991.

A União Soviética foi dissolvida em 26 de dezembro de 1991. Foi o resultado da declaração número 142-Н do Soviete das Repúblicas do Soviete Supremo da União Soviética. A declaração reconheceu a independência das ex-repúblicas soviéticas e criou a Comunidade dos Estados Independentes, embora cinco dos signatários a tenham ratificado muito mais tarde ou simplesmente não o fizeram. No dia anterior, o presidente soviético Mikhail Gorbachev (o oitavo e último líder soviético) renunciou, declarou seu cargo extinto e entregou seus poderes, incluindo o controle dos códigos de lançamento de mísseis nucleares soviéticos, ao presidente russo Boris Yeltsin. Naquela noite, às 7h32, a bandeira soviética foi baixada do Kremlin pela última vez e substituída pela bandeira russa pré-revolucionária.
Anteriormente, de agosto a dezembro de 1991, todas as repúblicas individuais, incluindo a própria Rússia, haviam se separado da união. Na semana anterior à dissolução formal da união, onze repúblicas assinaram o Protocolo de Alma-Ata, estabelecendo formalmente a Comunidade de Estados Independentes e declarando que a União Soviética havia deixado de existir.

### Comunismo pós-soviético

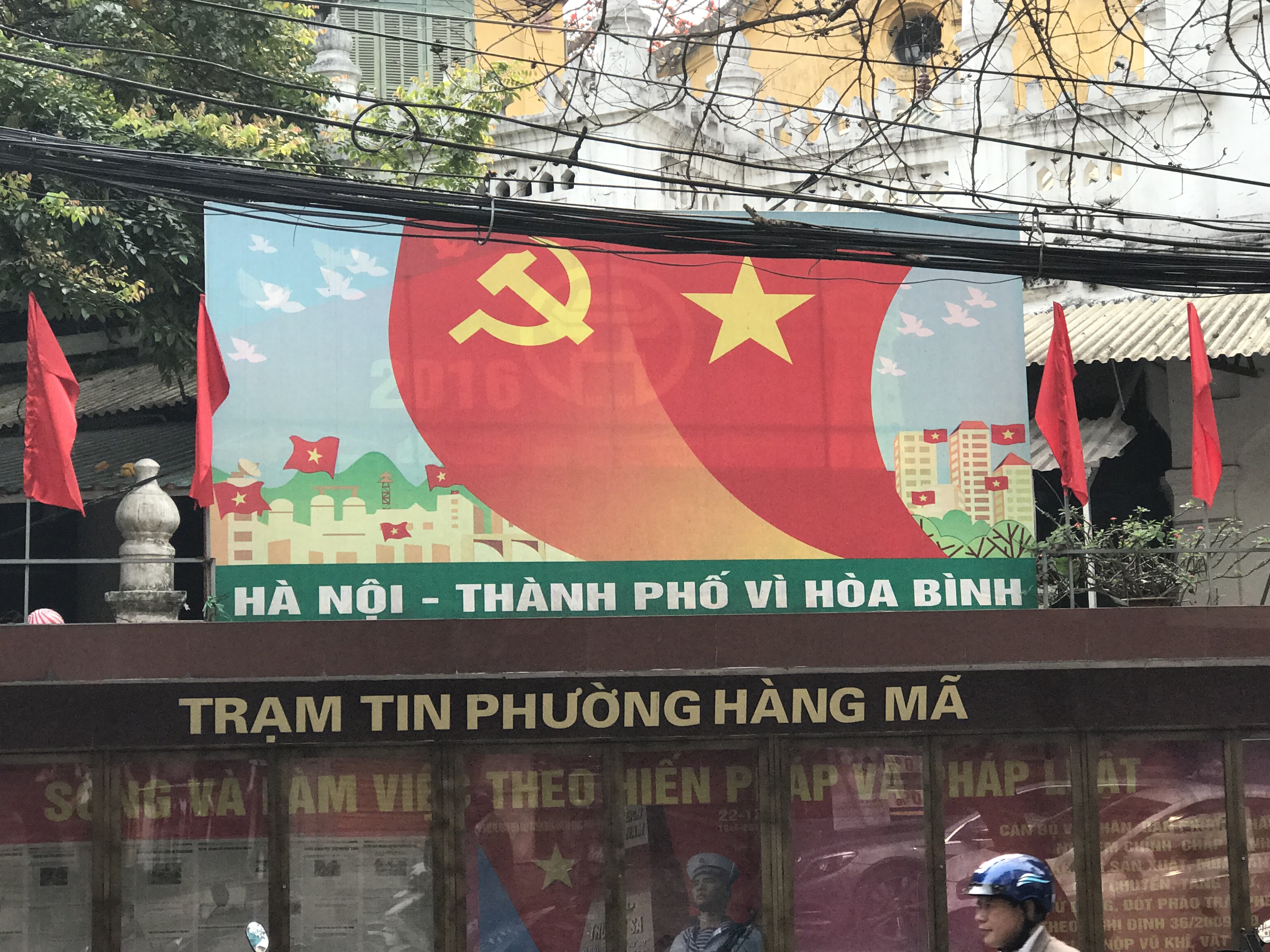
Cartaz do Partido Comunista Vietnamita em Hanói

Atualmente, os Estados controlados por partidos marxista-leninistas sob um sistema de partido único incluem a República Popular da China, a República de Cuba, a República Democrática Popular do Laos e a República Socialista do Vietnã. A República Popular Democrática da Coreia atualmente afirma que a sua ideologia líder é a juche, que é retratada como um desenvolvimento do marxismo-leninismo.
Os partidos comunistas, ou seus partidos descendentes, continuam politicamente importantes em vários outros países. O Partido Comunista da África do Sul é parceiro do governo liderado pelo Congresso Nacional Africano. Em março de 2018 na Índia, os comunistas lideram o governo de Kerala. No Nepal, os comunistas detêm a maioria no parlamento. O Partido Comunista do Brasil fez parte da coalizão parlamentar de socialistas democráticos liderada pelo Partido dos Trabalhadores, que ficou no poder até agosto de 2016.
A República Popular da China reavaliou muitos aspectos do legado maoista e, junto com o Laos, o Vietnã e, em menor grau, Cuba, descentralizou o controle estatal da economia para estimular o crescimento. As reformas econômicas chinesas foram iniciadas em 1978 sob a liderança de Deng Xiaoping e, desde então, a China conseguiu reduzir a taxa de pobreza de 53% na era Mao para apenas 6% em 2001. Essas reformas às vezes são descritas por comentaristas externos como uma regressão ao capitalismo, mas os partidos comunistas as descrevem como um ajuste necessário às realidades existentes no mundo pós-soviético, a fim de maximizar a capacidade produtiva industrial. Nesses países, a terra é um monopólio público universal administrado pelo Estado, assim como os recursos naturais e as indústrias e serviços vitais. O setor público é o setor dominante nessas economias e o Estado desempenha um papel central na coordenação do desenvolvimento econômico.

## Teoria

### Comunismo marxista

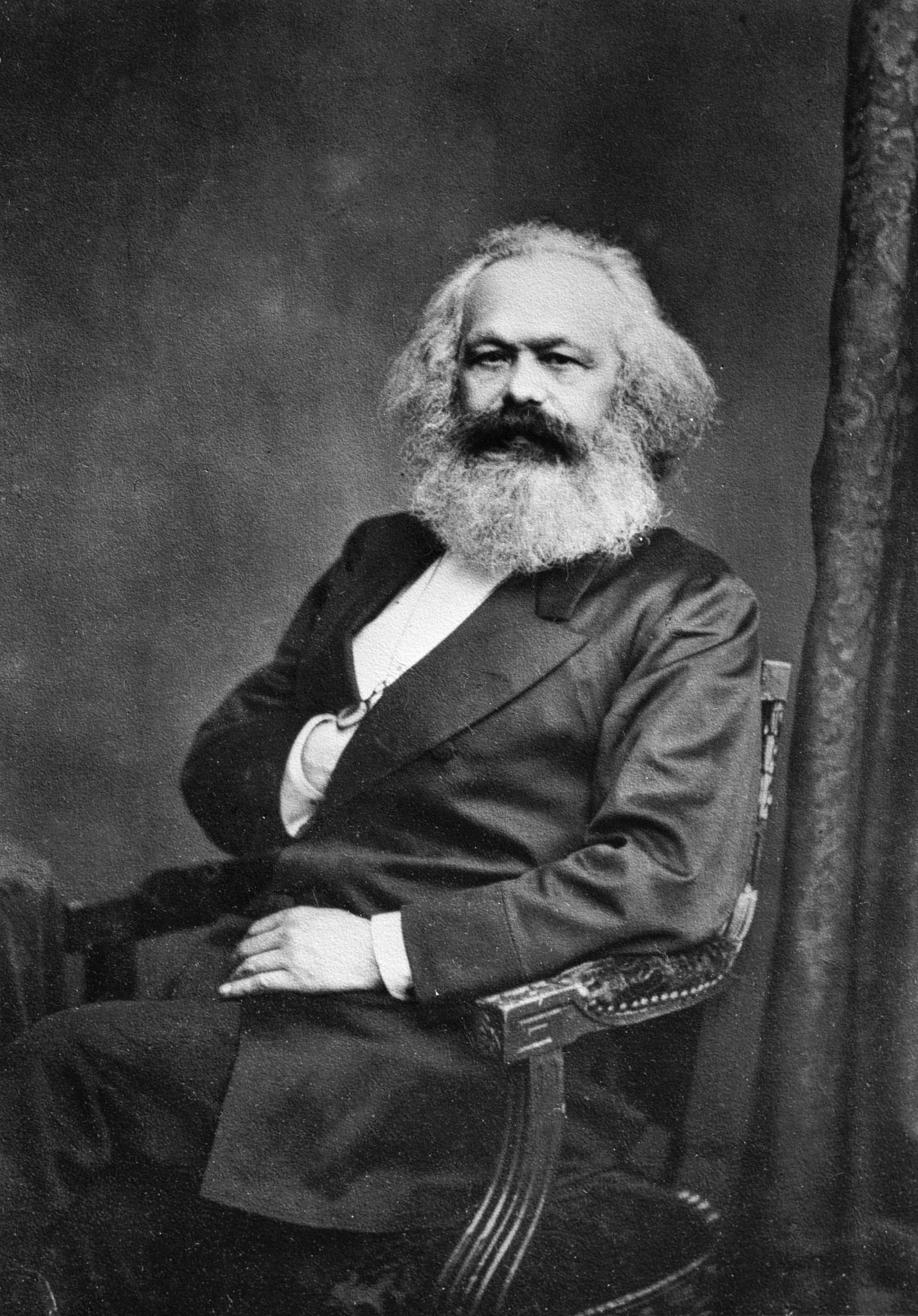
Karl Marx, intelectual alemão fundador da filosofia comunista.

O marxismo é um método de análise socioeconômica que enquadra o capitalismo por meio de um paradigma de exploração, analisa as relações de classe social e conflito social usando uma interpretação materialista do desenvolvimento histórico e tem uma visão dialética da transformação social. O marxismo usa uma metodologia materialista, referida por Marx e Engels como a concepção materialista da história e agora mais conhecida como materialismo histórico, para analisar e criticar o desenvolvimento da sociedade de classes e especialmente do capitalismo, bem como o papel das lutas de classes na economia sistêmica, na mudança social e na política. Desenvolvido pela primeira vez por Karl Marx e Friedrich Engels em meados do século XIX, tem sido a ideologia mais importante do movimento comunista. O marxismo não traça um projeto de sociedade comunista per se e apenas apresenta uma análise que conclui os meios pelos quais sua implementação será acionada, distinguindo suas características fundamentais como baseadas na derivação das condições da vida real. O marxismo se considera a personificação do socialismo científico, mas não modela uma sociedade ideal baseada na visão dos intelectuais, em que o comunismo é visto como um estado de coisas a ser estabelecido com base em qualquer design inteligente. Em vez disso, é uma tentativa não idealista de compreensão da história material e da sociedade, em que o comunismo é a expressão de um movimento real, com parâmetros derivados da vida real.
De acordo com a teoria marxista, o conflito de classes surge nas sociedades capitalistas devido às contradições entre os interesses materiais do proletariado oprimido e explorado - uma classe de trabalhadores assalariados empregados para produzir bens e serviços - e a burguesia - a classe dominante que possui os meios de produção e extrai sua riqueza através da apropriação do produto excedente produzido pelo proletariado na forma de lucro. Esta luta de classes, que é comumente expressa como a revolta das forças produtivas de uma sociedade contra suas relações de produção, resulta em um período de crises de curto prazo enquanto a burguesia luta para administrar a intensificação da alienação do trabalho experimentada pelo proletariado, embora em graus variáveis da consciência de classe. Em períodos de crise profunda, a resistência dos oprimidos pode culminar em uma revolução proletária que, se vitoriosa, leva ao estabelecimento do socialismo - um sistema socioeconômico baseado na propriedade social dos meios de produção, distribuição baseada na contribuição própria e produção organizada diretamente para uso. À medida que as forças produtivas continuavam a avançar, o socialismo seria transformado em uma sociedade comunista, ou seja, uma sociedade sem classes, sem Estado e igualitária baseada na propriedade comum e na distribuição com base nas necessidades de cada um.

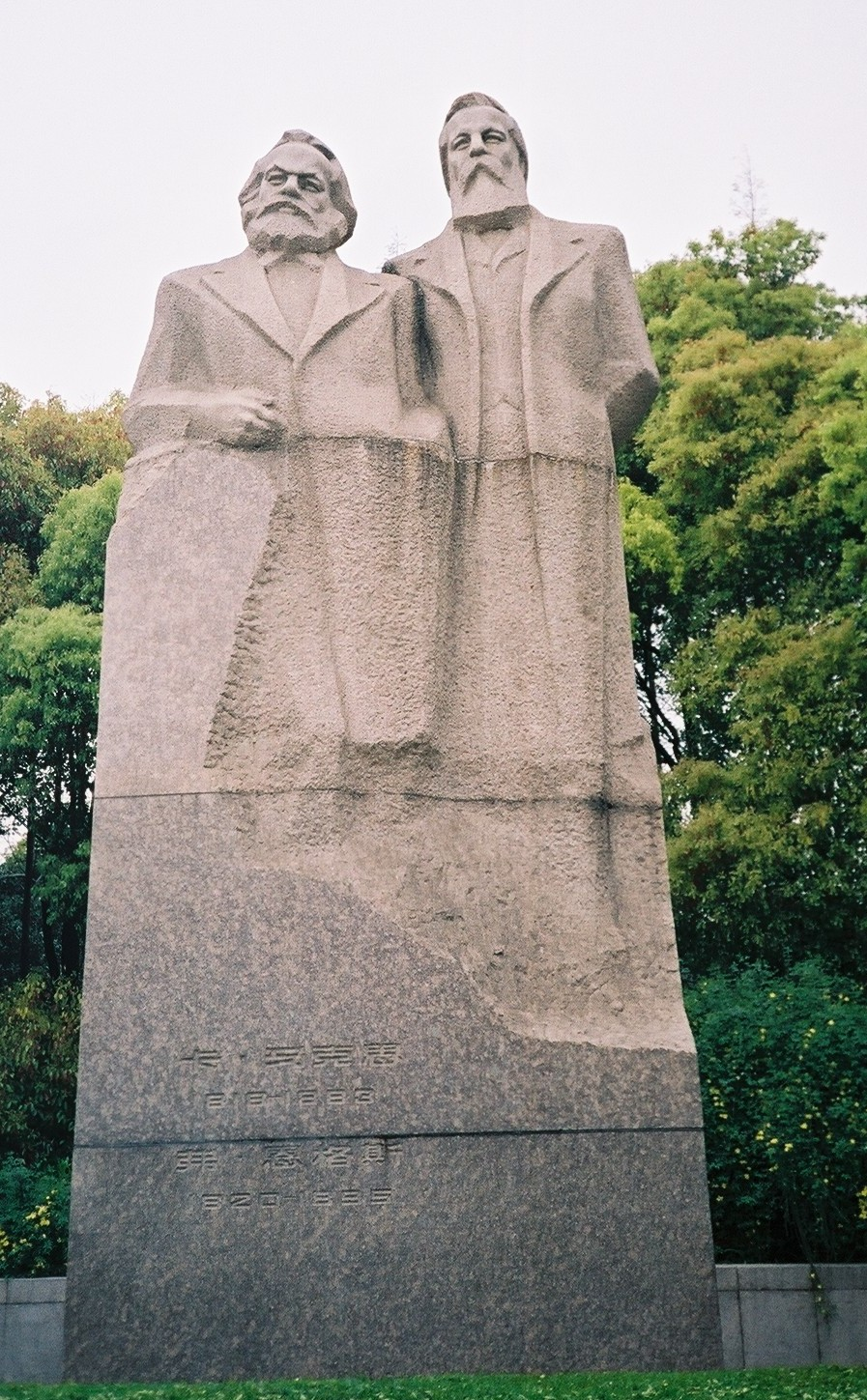
Um monumento dedicado a Karl Marx (à esquerda) e Friedrich Engels (à direita) em Xangai, China

Embora se origine das obras de Marx e Engels, o marxismo se desenvolveu em muitos ramos e escolas de pensamento diferentes, com o resultado de que agora não existe uma única teoria marxista definitiva. Diferentes escolas marxistas dão maior ênfase a certos aspectos do marxismo clássico, ao mesmo tempo que rejeitam ou modificam outros aspectos. Muitas escolas de pensamento procuraram combinar conceitos marxistas e conceitos não marxistas, o que levou a conclusões contraditórias. No entanto, há um movimento em direção ao reconhecimento de que o materialismo histórico e o materialismo dialético continuam sendo o aspecto fundamental de todas as escolas marxistas de pensamento. O marxismo-leninismo e seus desdobramentos são os mais conhecidos deles e têm sido uma força motriz nas relações internacionais durante a maior parte do século XX.
O marxismo clássico são as teorias econômicas, filosóficas e sociológicas expostas por Marx e Engels em contraste com os desenvolvimentos posteriores do marxismo, especialmente o leninismo e o marxismo-leninismo. O marxismo ortodoxo é o corpo do pensamento marxista que surgiu após a morte de Marx e que se tornou a filosofia oficial do movimento socialista representado na Segunda Internacional até a Primeira Guerra Mundial em 1914. O marxismo ortodoxo visa simplificar, codificar e sistematizar o método e a teoria marxistas, esclarecendo as ambiguidades e contradições percebidas do marxismo clássico. A filosofia do marxismo ortodoxo inclui a compreensão de que o desenvolvimento material (avanços na tecnologia nas forças produtivas) é o principal agente de mudança na estrutura da sociedade e das relações sociais humanas e que os sistemas sociais e suas relações (por exemplo, o feudalismo, o capitalismo e outros) tornam-se contraditórios e ineficientes à medida que as forças produtivas se desenvolvem, o que resulta em alguma forma de revolução social que surge em resposta às crescentes contradições. Essa mudança revolucionária é o veículo para mudanças fundamentais em toda a sociedade e, em última análise, leva ao surgimento de novos sistemas econômicos. Como um conceito, o marxismo ortodoxo representa os métodos do materialismo histórico e do materialismo dialético e não os aspectos normativos inerentes ao marxismo clássico, sem implicar uma adesão dogmática aos resultados das investigações de Marx.

#### Conceitos marxistas

##### Conflito de classes e materialismo histórico
Na raiz do marxismo está o materialismo histórico, a concepção materialista da história que sustenta que a principal característica dos sistemas econômicos ao longo da história tem sido o modo de produção e que a mudança entre os modos de produção foi desencadeada pela luta de classes. De acordo com essa análise, a Revolução Industrial conduziu o mundo ao capitalismo como um novo modo de produção. Antes do capitalismo, certas classes trabalhadoras possuíam a propriedade dos instrumentos utilizados na produção. No entanto, como o maquinário era muito mais eficiente, essa propriedade ficou sem valor e a grande maioria dos trabalhadores só poderia sobreviver vendendo seu trabalho para fazer uso de maquinário de outra pessoa, gerando lucro para outra pessoa. Consequentemente, o capitalismo dividiu o mundo entre duas classes principais: o proletariado e a burguesia. Essas classes são diretamente antagônicas, pois esta última possui a propriedade privada dos meios de produção, obtendo lucro através da mais-valia gerada pelo proletariado, que não tem propriedade dos meios de produção e, portanto, não tem opção a não ser vender seu trabalho à burguesia.
De acordo com a concepção materialista da história, é através da promoção de seus próprios interesses materiais que a burguesia ascendente dentro do feudalismo conquistou o poder e aboliu, de todas as relações de propriedade privada, apenas o privilégio feudal, tirando assim a classe dominante feudal da existência. Este foi outro elemento-chave por trás da consolidação do capitalismo como o novo modo de produção, a expressão final das relações de classe e propriedade que levou a uma expansão massiva da produção. É apenas no capitalismo que a propriedade privada em si pode ser abolida. Da mesma forma, o proletariado iria capturar o poder político e abolir a propriedade burguesa através da propriedade comum dos meios de produção, abolindo também a burguesia, em última análise, abolindo o próprio proletariado e conduzindo o mundo ao comunismo como um novo modo de produção. Entre o capitalismo e o comunismo, existe a ditadura do proletariado, um estado democrático onde todo o poder público é eleito e revogável com base no sufrágio universal. É a derrota do Estado burguês, mas ainda não do modo de produção capitalista e, ao mesmo tempo, o único elemento que coloca no reino da possibilidade de sair desse modo de produção.

##### Economia marxista
A economia marxista e seus proponentes veem o capitalismo como economicamente insustentável e incapaz de melhorar os padrões de vida da população devido à sua necessidade de compensar as taxas de lucro decrescentes cortando os salários e benefícios sociais dos empregados. O sistema comunista sucederia ao capitalismo como modo de produção da humanidade por meio da revolução dos trabalhadores. De acordo com a teoria marxista da crise do capitalismo, o comunismo não é uma inevitabilidade, mas uma necessidade econômica.

##### Socialização versus nacionalização
Um conceito importante no marxismo é socialização versus nacionalização. A nacionalização é a propriedade estatal da propriedade, enquanto a socialização é o controle e a gestão da propriedade pela sociedade. O marxismo considera este último como seu objetivo e considera a nacionalização uma questão tática, já que a propriedade do Estado ainda está no reino do modo de produção capitalista. Nas palavras de Friedrich Engels, "a transformação [...] em propriedade do Estado não elimina o caráter capitalista das forças produtivas. [...] A propriedade estatal das forças produtivas não é a solução do conflito, mas ocultas nela estão as condições técnicas que constituem os elementos dessa solução". Isso levou alguns grupos e tendências marxistas a rotular os Estados baseados na nacionalização, como a União Soviética, como capitalistas de Estado.

#### Comunismo leninista

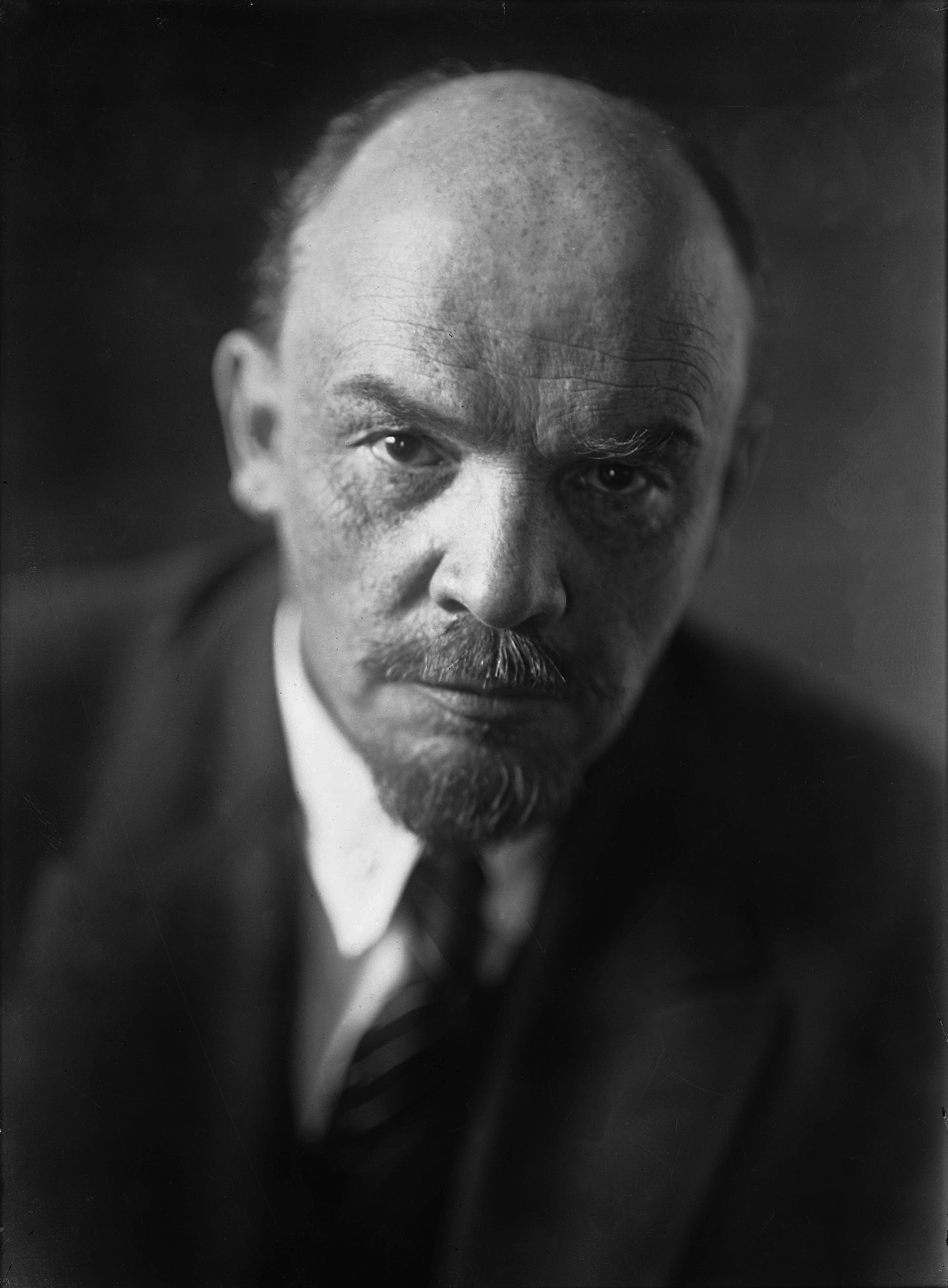
Vladimir Lenin em 1920, com aproximadamente 50 anos

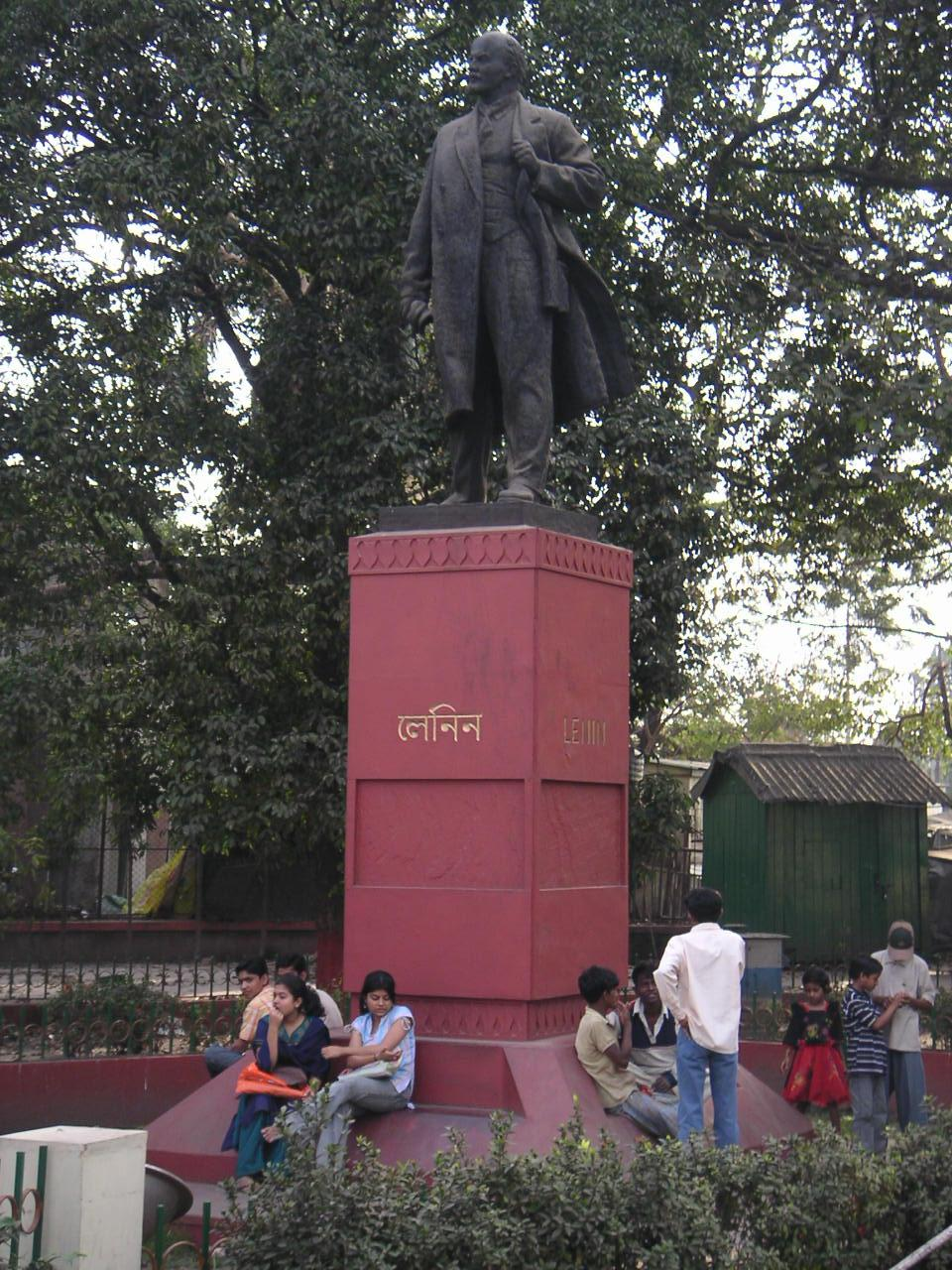
Estátua de Vladimir Lenin em Calcutá, Índia

O leninismo é o corpo da teoria política, desenvolvido e nomeado em homenagem ao primeiro-ministro revolucionário russo e posteriormente soviético Vladimir Lenin, para a organização democrática de um partido vanguardista revolucionário e a conquista de uma ditadura do proletariado como prelúdio político para o estabelecimento do socialismo. O leninismo compreende teorias políticas e econômicas socialistas desenvolvidas a partir do marxismo ortodoxo, bem como as interpretações de Lenin da teoria marxista para aplicação prática às condições sociopolíticas do agrarianismo do Império Russo no início do século XX.
O leninismo foi composto para a práxis revolucionária e originalmente não era uma filosofia rigorosamente adequada nem uma teoria política discreta. Depois da Revolução Russa e em História e Consciência de Classe: Estudos na Dialética Marxista (1923), György Lukács desenvolveu e organizou as práticas revolucionárias pragmáticas e a ideologia de Lenin na filosofia formal da revolução partidária de vanguarda. Como um termo da ciência política, o leninismo entrou em uso comum em 1922, depois que uma enfermidade acabou com a participação de Lenin no governo do Partido Comunista Russo. No Quinto Congresso da Internacional Comunista em julho de 1924, Grigory Zinoviev popularizou o termo Leninismo para denotar "revolução do partido de vanguarda".
Dentro do leninismo, o centralismo democrático é uma prática em que as decisões políticas tomadas por processos de votação são obrigatórias para todos os membros do partido comunista. A vanguarda política do partido é composta por revolucionários profissionais que elegem líderes e oficiais, bem como determinam a política por meio de discussão livre, então isso é decididamente realizado por meio da ação unida. No contexto da teoria da luta revolucionária leninista, o vanguardismo é uma estratégia pela qual as seções mais conscientes e politicamente avançadas do proletariado ou classe trabalhadora, descritas como a vanguarda revolucionária, formam organizações a fim de atrair setores maiores da classe trabalhadora. para a política revolucionária e servir como manifestações do poder político proletário contra seus inimigos de classe.
De 1917 a 1922, o leninismo foi a aplicação russa da economia e da filosofia política marxistas, realizada e aplicada pelos bolcheviques, o partido de vanguarda que liderou a luta pela independência política da classe trabalhadora. No período de 1925 a 1929, Josef Stalin estabeleceu sua interpretação do leninismo como a única forma oficial e legítima de marxismo na Rússia ao juntar as filosofias políticas como marxismo-leninismo, que então se tornou a ideologia estatal da União Soviética.

##### Marxismo-leninismo
O marxismo-leninismo é uma ideologia política desenvolvida por Josef Stalin. Segundo seus proponentes, é baseado no marxismo e no leninismo. Descreve a ideologia política específica que Stalin implementou no Partido Comunista da União Soviética e em escala global no Comintern. Não há acordo definitivo entre os historiadores sobre se Stalin realmente seguiu os princípios de Marx e Lenin. Ele também contém aspectos que, de acordo com alguns, são desvios do marxismo, como o socialismo em um único país.

Karl Marx, Friedrich Engels e Vladimir Lenin

O socialfascismo era uma teoria apoiada pelo Comintern e pelos partidos comunistas afiliados durante o início dos anos 1930, que sustentava que a social-democracia era uma variante do fascismo porque se opunha a uma ditadura do proletariado, além de um modelo econômico corporativo compartilhado. Na época, líderes do Comintern, como Stalin e Rajani Palme Dutt, argumentaram que a sociedade capitalista havia entrado no Terceiro Período, no qual uma revolução da classe trabalhadora era iminente, mas poderia ser evitada pelos socialdemocratas e outras "forças fascistas". O termo socialfascista foi usado pejorativamente para descrever partidos socialdemocratas, anti-Comintern e partidos socialistas progressistas e dissidentes dentro dos afiliados do Comintern durante o período entreguerras. A teoria do socialfascismo foi defendida veementemente pelo Partido Comunista da Alemanha, que foi amplamente controlado e financiado pela liderança soviética desde 1928.
Durante a Guerra Fria, o marxismo-leninismo foi a ideologia do movimento comunista mais claramente visível e é a ideologia mais proeminente associada ao comunismo. De acordo com seus proponentes, as ideologias marxista-leninistas foram adaptadas às condições materiais de seus respectivos países e incluem o castrismo (Cuba), ceausismo (Romênia), gonzalismo (Peru), guevarismo (Cuba), ideologia Ho Chi Minh (Vietnã), hoxhaismo (Albânia), husakismo (Tchecoslováquia), juche (Coreia do Norte), kadarismo (Hungria), Khmer Vermelho (Camboja), khrushchevism (União Soviética), Caminho de Prachanda (Nepal), Sendero Luminoso (Peru) e titoísmo (Iugoslávia anti-Estalinista).
Dentro do marxismo-leninismo, o antirrevisionismo é uma posição que surgiu na década de 1950 em oposição às reformas do líder soviético Nikita Khrushchev, que seguia uma interpretação diferente de Stalin. Os anti-revisionistas dentro do movimento comunista internacional permaneceram dedicados ao legado ideológico de Stalin e criticaram a União Soviética sob Khrushchev e seus sucessores como capitalistas de Estado e social-imperialistas devido às suas esperanças de alcançar a paz com o Estados Unidos. O termo stalinismo também é usado para descrever essas posições, mas muitas vezes não é usado por seus apoiadores, que opinam que Stalin simplesmente sintetizou e praticou o marxismo ortodoxo e o leninismo. Como as diferentes tendências políticas traçam as raízes históricas do revisionismo em diferentes épocas e líderes, há um desacordo significativo hoje quanto ao que constitui o antirrevisionismo. Os grupos modernos que se descrevem como antirrevisionistas caem em várias categorias. Alguns defendem as obras de Stalin e Mao Zedong, alguns apoiam as obras de Stalin, mas rejeitam Mao ou tendem universalmente a se opor ao trotskismo. Outros rejeitam Stalin e Mao, traçando suas raízes ideológicas até Marx e Lenin. Além disso, outros grupos defendem vários líderes históricos menos conhecidos, como Enver Hoxha, que também rompeu com Mao durante a ruptura sino-albanesa.
Dentro do marxismo-leninismo, o imperialismo social foi um termo usado por Mao para criticar a União Soviética pós-Stalin. Mao argumentou que a própria União Soviética havia se tornado uma potência imperialista enquanto mantinha uma fachada socialista. Hoxha concordou com Mao nesta análise, antes de usar a expressão para condenar também a Teoria dos Três Mundos de Mao.

###### Stalinismo

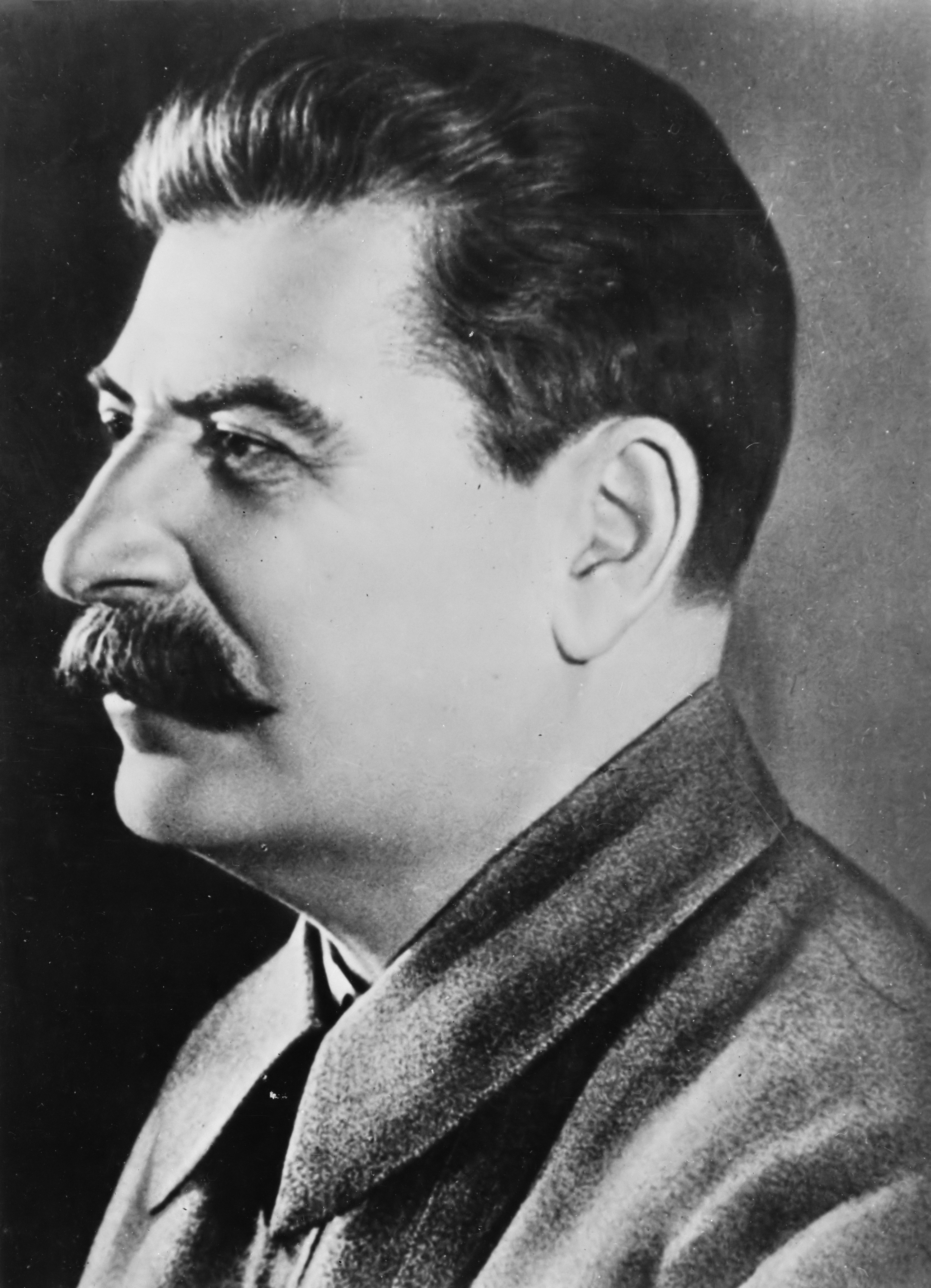
Retrato de 1942 de Josef Stalin, o líder que mais tempo governou a União Soviética

O stalinismo representa o estilo de governo de Stalin em oposição ao marxismo-leninismo, o sistema socioeconômico e a ideologia política implementada por Stalin na União Soviética e posteriormente copiado por outros estados com base no modelo soviético, como planejamento central, nacionalização e unipartidarismo, junto com propriedade pública dos meios de produção, industrialização acelerada, desenvolvimento proativo das forças produtivas da sociedade (pesquisa e desenvolvimento) e nacionalização dos recursos naturais. O marxismo-leninismo permaneceu após a desestalinização, enquanto o stalinismo não. Em seu suposto testamento, o próprio Lenin alertou sobre o perigo da personalidade de Stalin e instou o governo soviético a substituí-lo. No entanto, a autenticidade deste documento é questionada. Até a morte de Josef Stalin em 1953, o Partido Comunista Soviético referia-se à sua própria ideologia como Marxismo-Leninismo-Estalinismo.
O marxismo-leninismo foi criticado por outras tendências comunistas e marxistas. Eles argumentam que os Estados marxista-leninistas não estabeleceram o socialismo, mas sim o capitalismo de Estado. Segundo o marxismo, a ditadura do proletariado representa o domínio da maioria (democracia) e não de um partido, na medida em que o cofundador do marxismo, Friedrich Engels, descreveu sua "forma específica" como república democrática. Além disso, de acordo com Engels, a propriedade estatal por si só é propriedade privada de natureza capitalista, a menos que o proletariado tenha o controle do poder político, caso em que passa a ser propriedade pública. Se o proletariado estava realmente no controle dos Estados marxistas-leninistas é uma questão de debate entre o marxismo-leninismo e outras tendências comunistas. Para essas tendências, o marxismo-leninismo não é nem marxismo, nem leninismo, nem a união de ambos, mas sim um termo artificial criado para justificar a distorção ideológica de Stalin, forçado a entrar no Partido Comunista da União Soviética e no Comintern. Na União Soviética, esta luta contra o marxismo-leninismo foi representada pelo trotskismo, que se descreve como uma tendência marxista e leninista.

###### Maoismo

Mao Zedong

O maoismo é a teoria derivada dos ensinamentos do líder político chinês Mao Zedong. Desenvolvido da década de 1950 até a reforma econômica chinesa de Deng Xiaoping na década de 1970, foi amplamente aplicado como a ideologia política e militar orientadora do Partido Comunista da China e como a teoria que orienta os movimentos revolucionários em todo o mundo. Uma diferença chave entre o maoismo e outras formas de marxismo-leninismo é que os camponeses devem ser o baluarte da energia revolucionária que é liderada pela classe trabalhadora.
A síntese de marxismo-leninismo-maoismo que se baseia nas duas teorias individuais, visto que a adaptação chinesa do marxismo-leninismo não ocorreu durante a vida de Mao. Após a desestalinização, o marxismo-leninismo foi mantido na União Soviética, enquanto certas tendências antirrevisionistas, como o hoxhaismo e o maoismo, argumentaram que ele se desviou de seu conceito original. Diferentes políticas foram aplicadas na Albânia e na China, que se distanciaram cada vez mais da União Soviética. A partir da década de 1960, grupos que se autodenominavam maoistas, ou aqueles que defendiam o maoismo, não eram unificados em torno de um entendimento comum do maoismo, em vez de terem suas próprias interpretações particulares das obras políticas, filosóficas, econômicas e militares de Mao. Seus adeptos afirmam que, como um estágio superior unificado e coerente do marxismo, ele não foi consolidado até a década de 1980, sendo formalizado pela primeira vez pelo partido comunista peruano Sendero Luminoso em 1982. Através da experiência da guerra popular travada pelo partido, o Sendero Luminoso foi capaz de postular o maoismo como o mais novo desenvolvimento do marxismo.
Os defensores do marxismo-leninismo-maoismo referem-se à teoria como o próprio Maoismo, enquanto o maoismo é referido como Pensamento Mao Zedong ou marxismo-leninismo-pensamento Mao Zedong . O maoismo-terceiro-mundismo está preocupado com a infusão e síntese do marxismo-leninismo-maoismo com conceitos do terceiro-mundismo não marxista, como a teoria da dependência e a teoria dos sistemas mundiais.

##### Trotskismo

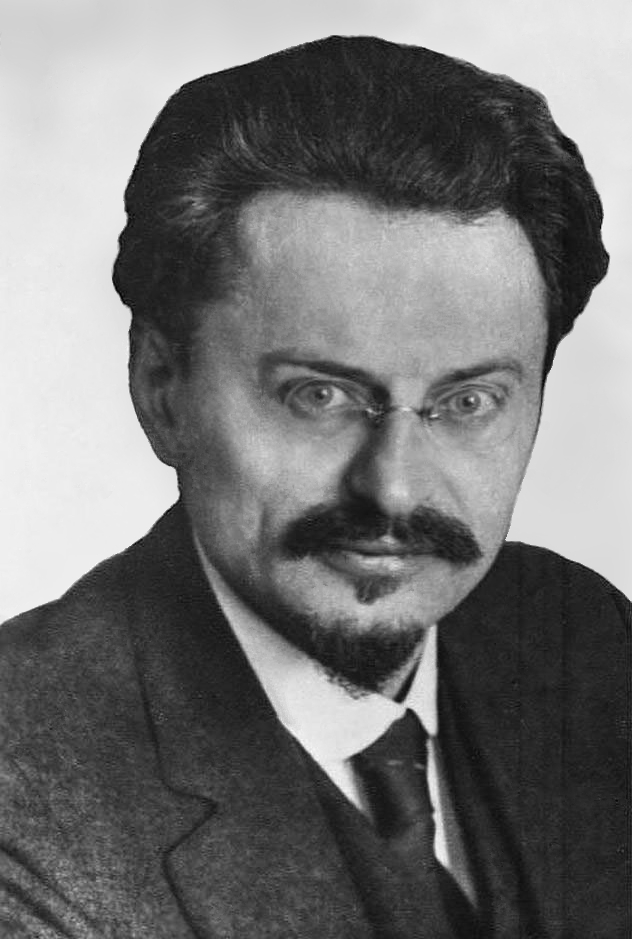
Leon Trótski

O trotskismo, desenvolvido por Leon Trótski em oposição ao stalinismo, é uma tendência marxista e leninista que apoia a teoria da revolução permanente e da revolução mundial ao invés da teoria de dois estágios e do socialismo em um único país de Josef Stalin. Essa corrente apoiava o internacionalismo proletário e outra revolução comunista na União Soviética. Em vez de representar a ditadura do proletariado, Trótski afirmou que a União Soviética havia se tornado um Estado operário degenerado sob a liderança de Stalin, no qual as relações de classe ressurgiram em uma nova forma. A política de Trótski diferia agudamente das de Stalin e Mao Zedong, principalmente por declarar a necessidade de uma revolução proletária internacional - ao invés do socialismo em um único país - e apoio a uma verdadeira ditadura do proletariado baseada em princípios democráticos.
Lutando contra Stalin pelo poder na União Soviética, Trótski e seus partidários se organizaram na Oposição de Esquerda, cuja plataforma ficou conhecida como trotskismo. Stalin finalmente conseguiu obter o controle do regime soviético e as tentativas trotskistas de remover Stalin do poder resultaram no exílio de Trótski  da União Soviética em 1929. Enquanto no exílio, Trótski continuou sua campanha contra Stalin, fundando em 1938 a Quarta Internacional, um rival trotskista do Comintern. Em agosto de 1940, Trótski foi assassinado na Cidade do México por ordem de Stalin. As correntes trotskistas incluem o trotskismo ortodoxo, terceiro campo, posadismo, pablismo e neo-trotskismo.

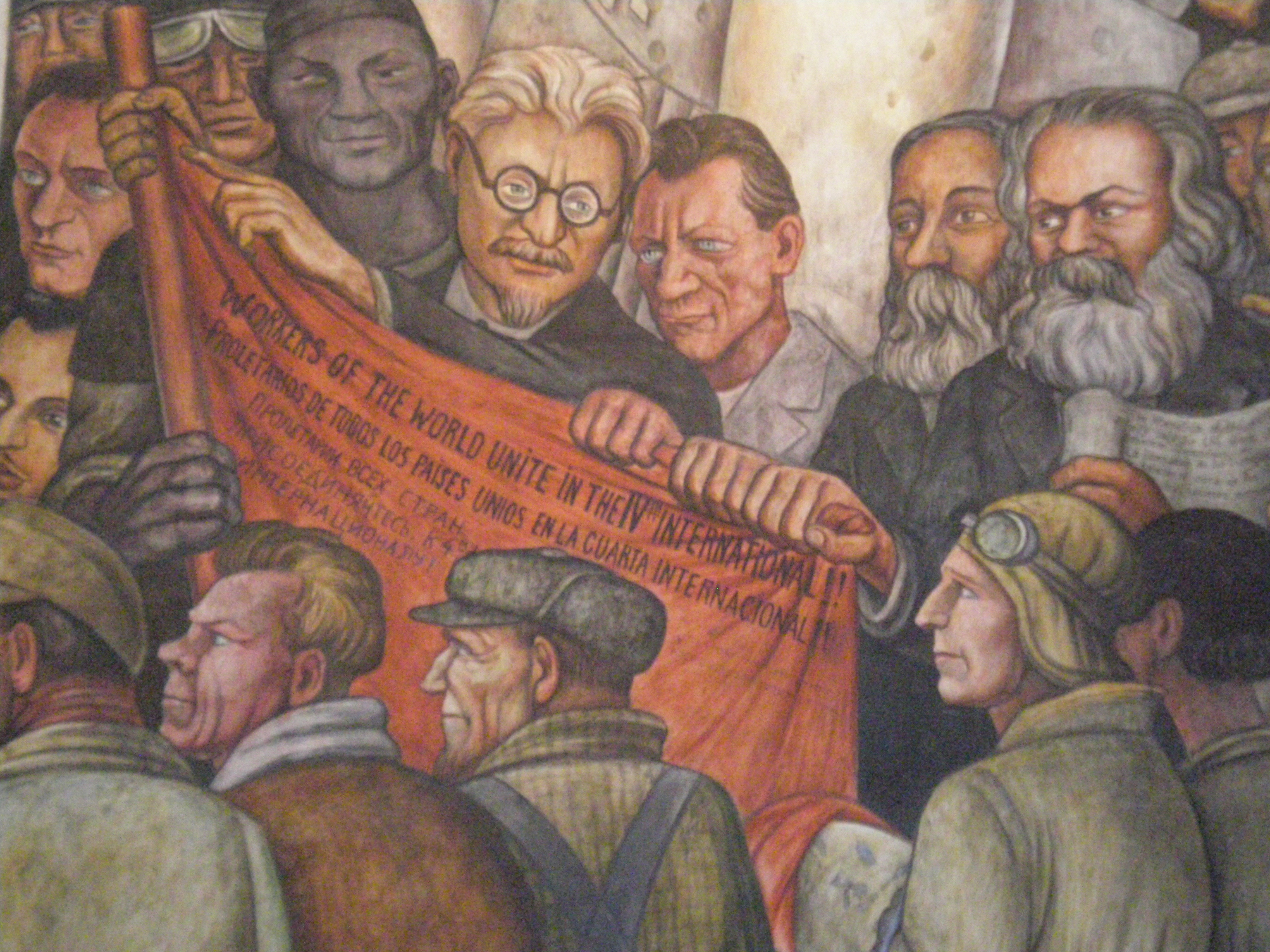
Detalhe do Homem, Controlador do Universo, afresco no Palacio de Bellas Artes na Cidade do México, mostrando Leon Trótski, Friedrich Engels e Karl Marx

Na teoria política trotskista, um Estado operário degenerado é uma ditadura do proletariado na qual o controle democrático da classe operária sobre o Estado cedeu ao controle de uma camarilha burocrática. O termo foi desenvolvido por Trotsky em A Revolução Traída e em outras obras. Estados operários deformados são Estados onde a classe capitalista foi derrubada, a economia é amplamente estatal e planificada, mas não há democracia interna ou controle operário da indústria.
Em um Estado operário deformado, a classe operária nunca deteve o poder político como na Rússia logo após a Revolução Bolchevique. Esses Estados são considerados deformados porque suas estruturas políticas e econômicas foram impostas de cima (ou de fora) e porque as organizações revolucionárias da classe trabalhadora foram esmagadas. Um Estado operário deformado não pode ser considerado um Estado em transição para o socialismo. A maioria dos trotskistas cita como exemplos de Estados operários deformados Cuba, República Popular da China, Coreia do Norte e o Vietnã. O Comitê por uma Internacional dos Trabalhadores também incluiu Estados como a Birmânia e a Síria, em épocas em que tinham uma economia nacionalizada.

##### Eurocomunismo

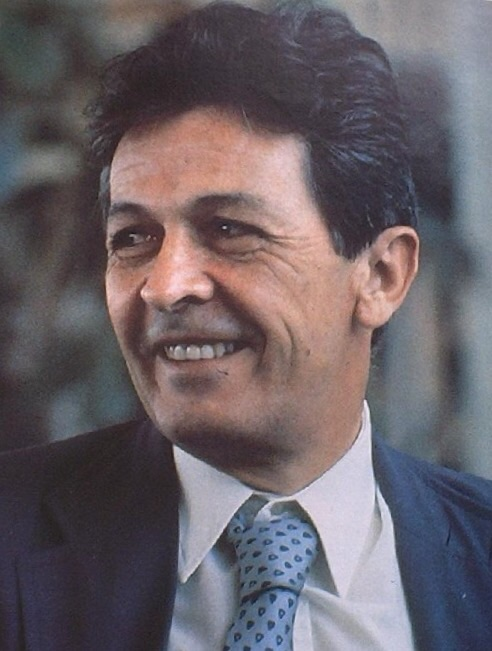
Enrico Berlinguer, secretário do Partido Comunista Italiano e principal defensor do eurocomunismo

O eurocomunismo foi uma tendência revisionista nas décadas de 1970 e 1980 dentro de vários partidos comunistas da Europa Ocidental, que alegava desenvolver uma teoria e prática de transformação social mais relevante para sua região. Especialmente proeminentes na Itália, na França e na Espanha, comunistas dessa natureza procuraram minar a influência da União Soviética e de seu partido comunista durante a Guerra Fria. Enrico Berlinguer, secretário do Partido Comunista Italiano, era amplamente considerado o pai do eurocomunismo.

#### Marxismo libertário
O marxismo libertário é uma ampla gama de filosofias econômicas e políticas que enfatizam os aspectos antiautoritários do marxismo. As primeiras correntes do marxismo libertário, conhecido como comunismo de esquerda, surgiram em oposição ao marxismo-leninismo e seus derivados, como o stalinismo, o trotskismo e o maoismo.
O marxismo libertário também critica posições reformistas como as dos social-democratas. As correntes marxistas libertárias frequentemente derivam de trabalhos posteriores de Marx e Engels, especificamente os Grundrisse e A Guerra Civil na França, enfatizando a crença marxista na capacidade da classe trabalhadora de forjar seu próprio destino sem a necessidade de um partido revolucionário ou de um Estado para mediar ou auxiliar sua libertação. Junto com o anarquismo, o marxismo libertário é um dos principais derivados do socialismo libertário.
Além do comunismo de esquerda, o marxismo libertário inclui correntes como autonomismo, comunização, comunismo de conselho, De Leonismo, tendência Johnson-Forest, letrismo, situacionismo luxemburguês, socialismo ou barbárie, Solidariedade, Movimento Socialista Mundial, obreirismo e partes de freudo-marxismo e a Nova Esquerda. Além disso, o marxismo libertário frequentemente teve uma forte influência tanto na pós-esquerda quanto nos anarquistas sociais. Teóricos notáveis do marxismo libertário incluem Antonie Pannekoek, Raya Dunayevskaya, C. L. R. James, Antonio Negri, Cornelius Castoriadis, Maurice Brinton, Guy Debord, Daniel Guérin, Ernesto Screpanti, Raoul Vaneigem e Yanis Varoufakis, que afirma que ele mesmo foi um marxista libertário.

##### Comunismo de conselhos

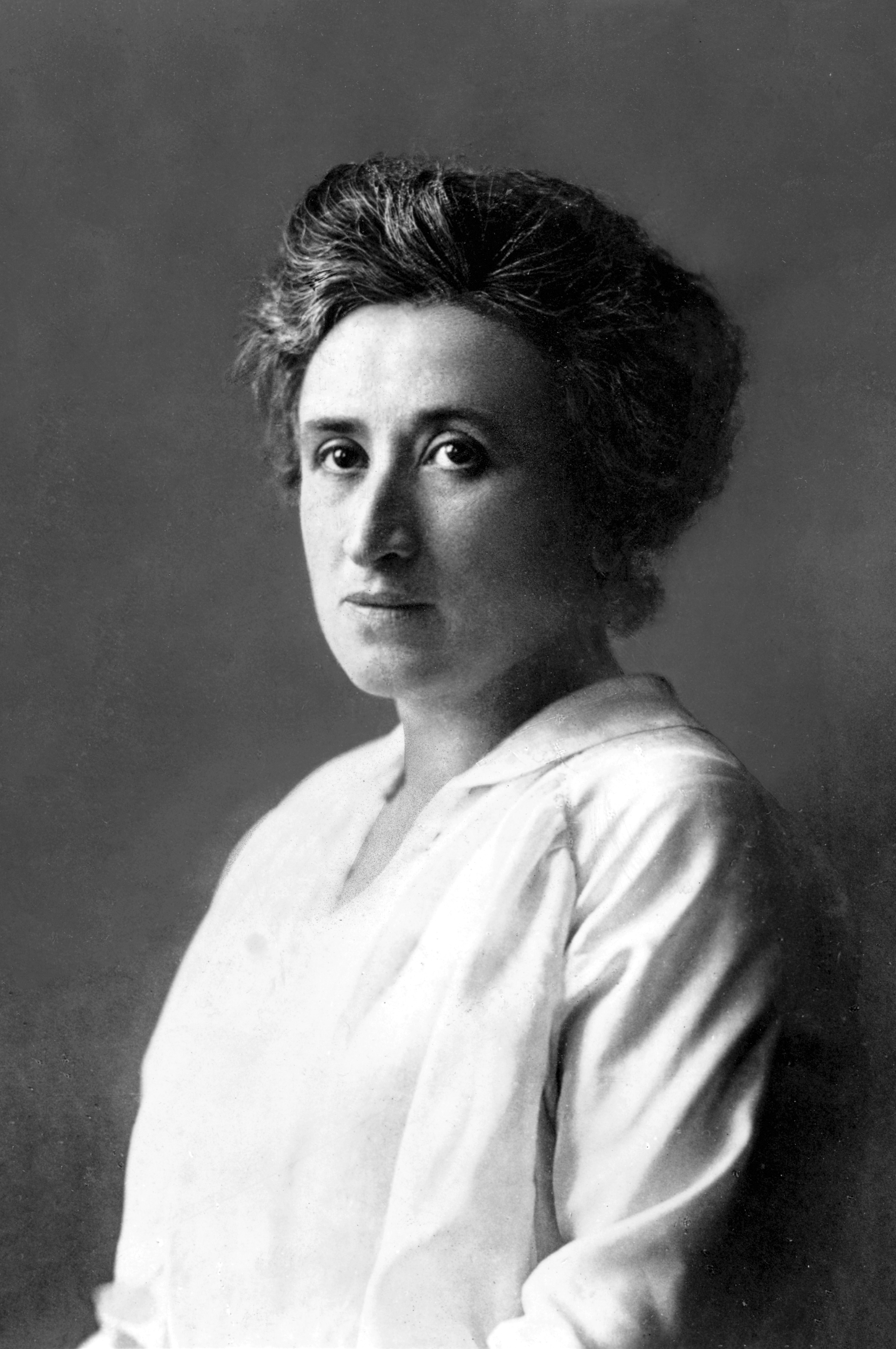
Rosa Luxemburgo

O comunismo de conselhos é um movimento originado na Alemanha e nos Países Baixos na década de 1920, cuja principal organização era o Partido Comunista Operário da Alemanha. O comunismo de conselhos continua hoje como uma posição teórica e ativista tanto no marxismo libertário quanto no socialismo libertário.
O princípio básico do comunismo de conselhos é que o governo e a economia devem ser administrados por conselhos de trabalhadores, compostos por delegados eleitos nos locais de trabalho e revogáveis a qualquer momento. Como tal, os comunistas de conselhos se opõem ao socialismo estatal autoritário e ao capitalismo estatal. Eles também se opõem à ideia de um partido revolucionário, já que os comunistas de conselhos acreditam que uma revolução liderada por um partido produzirá necessariamente uma ditadura partidária. Os comunistas de conselho apoiam uma democracia operária, produzida por meio de uma federação de conselhos operários.
Consequentemente, o argumento central do comunismo de conselhos em contraste com os da social-democracia e do comunismo leninista é que os conselhos democráticos de trabalhadores que surgem nas fábricas e nos municípios são a forma natural de organização da classe trabalhadora e de poder governamental. Esta visão se opõe às ideologias reformista e leninista que, respectivamente, enfatizam o governo parlamentar e institucional, aplicando reformas sociais, por um lado, e partidos de vanguarda e o centralismo democrático participativo, por outro.

##### Comunismo de esquerda
O comunismo de esquerda é a gama de pontos de vista comunista sustentados pela esquerda comunista que critica as ideias e práticas políticas defendidas, particularmente após a série de revoluções que trouxeram ao fim a Guerra Mundial pelos bolcheviques e social-democratas . Os comunistas de esquerda afirmam posições que consideram mais autenticamente marxistas e proletárias do que as visões do marxismo-leninismo defendidas pela Internacional Comunista após seu primeiro congresso (março de 1919) e durante seu segundo congresso (julho-agosto de 1920).
Os comunistas de esquerda representam uma gama de movimentos políticos distintos dos marxista-leninistas, que eles consideram meramente a esquerda do capital; de anarco-comunistas, alguns dos quais consideram ser socialistas internacionalistas; e de várias outras tendências socialistas revolucionárias, como De Leonistas, que eles tendem a ver como sendo socialistas internacionalistas apenas em casos limitados.
O bordigismo é uma corrente leninista de esquerda comunista com o nome de Amadeo Bordiga, que se considerava um leninista e foi descrito como sendo "mais leninista do que Lenin".

### Comunismo não marxista
As formas dominantes de comunismo são baseadas no marxismo, mas também existem versões não marxistas do comunismo, como o comunismo cristão e o anarcocomunismo.

#### Anarcocomunismo

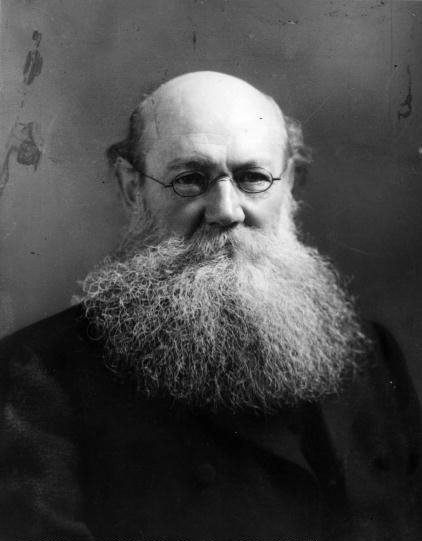
Peter Kropotkin, principal teórico do anarcocomunismo

O anarcocomunismo é uma vertente do anarquismo e do comunismo que defende a abolição do Estado, da propriedade privada e do capitalismo em favor da propriedade comum dos meios de produção; democracia direta; e uma rede horizontal de associações voluntárias e conselhos de trabalhadores com produção e consumo baseados no princípio norteador "De cada um segundo a sua capacidade, a cada um segundo a sua necessidade".
O anarcocomunismo difere do marxismo porque rejeita sua visão sobre a necessidade de uma fase de socialismo de estatal antes do estabelecimento do comunismo. Peter Kropotkin, o principal teórico do anarcocomunismo, argumentou que uma sociedade revolucionária deveria "se transformar imediatamente em uma sociedade comunista", que deveria ir imediatamente para o que Marx considerava a "fase mais avançada e completa do comunismo". Desta forma, tenta evitar o reaparecimento de "divisões de classes e a necessidade de um Estado que fiscalize tudo".
Algumas formas de anarcocomunismo, como o anarquismo insurrecional, são egoístas e fortemente influenciadas pelo individualismo radical, acreditando que o anarcocomunismo não requer de forma alguma uma natureza comunitarista. A maioria dos anarcocomunistas vê o anarcocomunismo como uma forma de reconciliar a oposição entre o indivíduo e a sociedade. Na história da humanidade até hoje, os exemplos mais conhecidos de uma sociedade anarcocomunista, ou seja, estabelecida em torno das ideias como elas existem hoje e que receberam atenção e conhecimento mundial no cânone histórico, são os territórios anarquistas durante o Território Livre durante a Revolução Russa, a Associação do Povo Coreano na Manchúria e a Revolução Espanhola de 1936.
Durante a Guerra Civil Russa, anarquistas como Nestor Makhno trabalharam através do Exército Insurgente Revolucionário da Ucrânia para criar e defender o anarcocomunismo no Território Livre da Ucrânia a partir de 1919 antes de ser conquistado pelos bolcheviques em 1921. Em 1929, o anarcocomunismo foi alcançado na Coreia pela Federação Anarquista Coreana na Manchúria (KAFM) e a Federação Anarcocomunista Coreana (KACF), com a ajuda do general anarquista e ativista da independência Kim Chwa-chin, durando até 1931, quando o Japão Imperial assassinou Kim e invadiu pelo sul, enquanto os nacionalistas chineses invadiram pelo norte, resultando na criação de Manchukuo, um Estado fantoche do Japão. Através dos esforços e da influência dos anarquistas espanhóis durante a Revolução Espanhola dentro da Guerra Civil Espanhola, começando em 1936, o anarcocomunismo existiu na maior parte de Aragão; em partes do Levante e da Andaluzia; e no reduto da Catalunha Revolucionária, antes de ser brutalmente esmagado.

#### Comunismo cristão
O comunismo cristão é uma teoria teológica e política baseada na visão de que os ensinamentos de Jesus Cristo obrigam os cristãos a apoiar o comunismo religioso como o sistema social ideal. Como tal, muitos defensores do comunismo cristão argumentam que o conceito já foi ensinado por Jesus e praticado pelos próprios apóstolos. Alguns historiadores o confirmam.
O comunismo cristão tem algum apoio na Rússia. Por exemplo, o músico russo Yegor Letov era um comunista cristão declarado. "O comunismo é o Reino de Deus na Terra", disse ele em uma entrevista em 1995.

## Análise

### Recepção
Emily Morris do University College London escreveu que porque os escritos de Karl Marx inspiraram muitos movimentos, incluindo a Revolução Russa de 1917, o comunismo é "comummente confundido com o sistema político e económico que se desenvolveu na União Soviética" após a revolução. É por isso que o comunismo ecoa reações controversas devido às ações de certos Estados comunistas, que têm sido amplamente criticadas, e foram feitas comparações entre nazismo e estalinismo, o que por sua vez levou a críticas por ser uma forma de teoria do duplo genocídio e trivialização do Holocausto. O historiador Andrzej Paczkowski resumiu o comunismo como "uma ideologia que parecia claramente o contrário, que se baseava no desejo secular da humanidade de alcançar a igualdade e a justiça social, e que prometia um grande salto em frente para a liberdade".
O anticomunismo desenvolveu-se assim que o comunismo se tornou um movimento político consciente no século XIX, e aconteceram assassinatos em massa anticomunistas contra alegados comunistas, ou os seus alegados apoiantes, cometidos por anticomunistas e organizações políticas ou governos que se opunham ao comunismo. O movimento comunista tem enfrentado oposição desde a sua fundação e a oposição a ele têm sido frequentemente organizada e violenta. Muitas destas campanhas anticomunistas de assassinatos em massa, principalmente durante a Guerra Fria, foram apoiadas pelos Estados Unidos e seus aliados ocidentais, tais como os assassinatos em massa na Indonésia de 1965–1966 e a Operação Condor na América do Sul.

### Excedente de mortes em Estados comunistas
Vários autores escreveram sobre o excedente de mortes em Estados comunistas e as taxas de mortalidade, tais como o excesso de mortalidade na União Soviética sob Josef Stalin. Alguns autores postulam que existe um número de mortos comunistas, cujas estimativas variam muito, dependendo das definições das mortes que neles se incluem, desde as mais baixas, entre 10 a 20 milhões; até às mais altas, superiores a 100 milhões, que têm sido criticadas por vários estudiosos como sendo ideologicamente motivadas e infladas; são também criticadas por serem imprecisas devido a dados incompletos, inflacionadas pela contagem de qualquer excesso de morte, fazendo uma ligação injustificada com o comunismo como o principal culpado, e a própria contagem em si. Estimativas mais elevadas dão conta de ações que os governos comunistas cometeram contra civis, incluindo execuções, fomes provocadas pelo homem, e mortes ocorridas durante, ou resultantes de, prisões, deportações, e trabalho forçado. Estimativas mais elevadas são criticadas por se basearem em dados escassos e incompletos quando erros significativos são inevitáveis, desviados para valores mais elevados possíveis, vítimas de guerras civis, o Holodomor e outras fomes provocadas pelo homem, e que guerras envolvendo Estados comunistas não devem ser contadas.
Não há consenso entre estudiosos do genocídio e estudiosos do comunismo sobre se alguns ou todos os acontecimentos constituíram uma assassinatos em massa. Também não existe consenso sobre uma terminologia comum, e os acontecimentos têm sido referidos de várias formas como excesso de mortalidade ou mortes em massa; outros termos utilizados para definir algumas mortes incluem classicídio, crimes contra a humanidade, democídio, genocídio, politicídio e repressão. Os estudiosos afirmam que a maioria dos Estados comunistas não se envolveram em assassínios em massa, e alguns em particular, como Benjamin Valentino, propõem em vez disso a categoria de assassinatos comunistas em massa, a par dos assassínios em massa étnicos e coloniais, como um subtipo de assassínios em massa despossuído, numa tentativa de o distinguir dos assassínios em massa coercivos. Os académicos não consideram a ideologia ou o tipo de regime como um fator importante, que explica os assassínios em massa.
Alguns autores relacionaram assassinatos na União Soviética de Josef Stalin, na China de Mao Zedong e no Camboja de Pol Pot com base no fato de que Stalin influenciou Mao, que influenciou Pol Pot; em todos os casos, os assassinatos foram cometidos como parte de uma política de um processo de modernização desequilibrado de rápida industrialização.
A visão revisionista histórica da teoria do "genocídio duplo", que iguala as mortes em massa sob Estados comunistas com o Holocausto, é popular nos países da Europa Oriental e nos Estados bálticos e suas abordagens da história foram incorporadas na agenda da União Europeia, entre eles a Declaração de Praga sobre Consciência Europeia e Comunismo em junho de 2008 e o Dia Europeu da Memória das Vítimas do Estalinismo e do Nazismo, que foi proclamado pelo Parlamento Europeu em agosto de 2008 e endossado pela Organização para a Segurança e Cooperação na Europa (OSCE) em julho de 2009. Entre muitos estudiosos da Europa Ocidental, a comparação dos dois regimes e a equivalência de seus crimes foi e ainda é amplamente rejeitada.

### Memória e anticomunismo
Estudos de memória foram realizados sobre como os eventos históricos são memorizados. A narrativa das "vítimas do comunismo", como popularizada e nomeada em homenagem à Fundação Memorial das Vítimas do Comunismo, tornou-se aceita como parte da "teoria do genocídio duplo" na Europa Oriental e entre os anticomunistas em geral; é rejeitado pela maioria da Europa Ocidental e outros estudiosos, especialmente quando é usado para equiparar o comunismo ao nazismo, o que é visto pelos estudiosos como uma perspectiva há muito desacreditada. Além disso, essa interpretação foi criticada por vários estudiosos como uma simplificação excessiva e politicamente motivada, bem como uma banalização do Holocausto por equiparar tais eventos ao Holocausto como um "Holocausto comunista" ou "vermelho". A narrativa postula que fomes e mortes em massa em Estados comunistas podem ser atribuídas a uma única causa e que o comunismo, como "a ideologia mais mortal da história", ou nas palavras de Jonathan Rauch como "a fantasia mais mortal da história humana", representa a maior ameaça para a humanidade. Os proponentes postulam uma suposta ligação entre comunismo, esquerda e socialismo com genocídio, matança em massa e totalitarismo, com autores como George Watson defendendo uma "história comum" que se estende de Marx a Adolf Hitler, e alguns autores de direita alegam que Marx foi responsável pelo nazismo e pelo Holocausto.
Autores como Stéphane Courtois propõem uma teoria de equivalência entre classe e genocídio racial. Isso é apoiado por organizações anticomunistas, sendo que com 100 milhões de mortes é a estimativa mais comum usada no Livro Negro do Comunismo, um trabalho controverso que popularizou essa narrativa. Vários museus e monumentos foram construídos em memória das vítimas do comunismo, com o apoio da União Europeia e de vários governos no Canadá, na Europa Oriental e nos Estados Unidos.